# Івар Широкі Обійми
Івар Широкі Обійми (дан. Ivar Vidfamne; 650—700) — легендарний конунг VII століття, який правив Сконе, Данією та Швецією. Ймовірно, відкрив «Шлях із варягів у греки». Походив з данських Скельдунгів.

## Життєпис

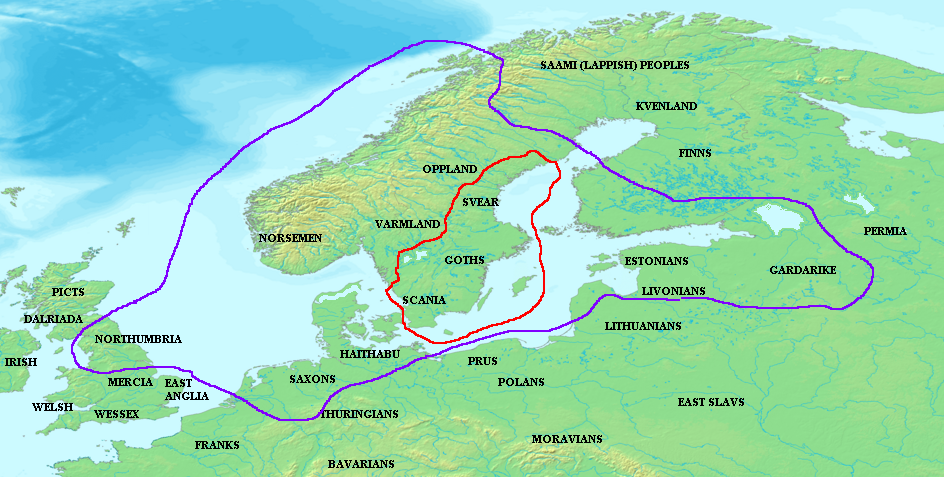
Кордони держави Івара Широкі Обійми (червона лінія) і землі які платили йому данину (фіолетова лінія), згідно саг.

Івар був сином Гальфдана, конунга Сконе з роду скельдунгів. Коли його дядько Гудред вбив батька, Івар втік з країни, але після смерті Гудреда повернувся, згідно Саги про Гервер. Івар Широкі Обійми прийшов до Сканії, вигнав з Упсали Інг'яльда Підступного з роду Інглінгів.
Незабаром він пішов війною на Інг'яльда Підступного і, перемігши його, став конунгом Швеції. Івар підкорив собі Данію, Курляндію, країну саксів, Естланн, Нортумберленд та «всі східні королівства» до Гардарікі (Русі), «оволодів … усім Східним шляхом (Аустрікі)». Столицю зробив місто Ріге на о. Фюн.
Івар мав єдину дочку Ауду, згідно саги про Гюндлю, котру видав у шлюб з Грьоріком конунгом Зеландії проти її бажання. Івар спочатку змусив Грьоріка вбити свого брата Гельги, який також шукав руки Ауди, а потім напав на Грьоріка і вбив його. Однак Ауда, очоливши зеландську армію, вигнала Івара назад до Швеції. На наступний рік Ауда, взявши сина Гаральда, вирушила у Гардарікі та одружилася з Радбартом, конунгом Карелії.
Скориставшись її відсутністю, Івар захопив Зеландію, а потім вирушив у похід на Гардарікі. Івар був дуже старий на той час і, досягнувши берегів Гардарікі, він несподівано викинувся за борт корабля і загинув.